# Edwards (Colorado)
Edwards é uma Região censo-designada localizada no estado americano de Colorado, no Condado de Eagle.

## Demografia
Segundo o censo americano de 2000, a sua população era de 8257 habitantes.

## Geografia
De acordo com o United States Census Bureau tem uma área de
102,8 km², dos quais 102,8 km² cobertos por terra e 0,0 km² cobertos por água. Edwards localiza-se a aproximadamente 2201 m acima do nível do mar.

## Localidades na vizinhança
O diagrama seguinte representa as localidades num raio de 24 km ao redor de Edwards.